# Павлів Володимир Володимирович
Володи́мир Володи́мирович Па́влів (нар. 25 листопада 1963, Аркалик, Казахстан) — український журналіст, редактор, публіцист.

## Короткий життєпис
Дитинство минуло в м. Рудки (Львівська область).
Навчався у Львівському політехнічному інституті та на факультеті філології Львівського університету ім. І.Франка.
1989—1990 — співредактор (разом із Володимиром Панкеєвим, Олесем Пограничним та Мартою Коваль) самвидавного історико-літературного часопису Студентського Братства «Віко».
Працював у самвидавному «Поступі», газеті «Post-Поступ» (редактор відділу культури, 1991–1995), на телеканалі СТБ.
1998, 2000–2005 — мешкав і працював у Варшаві.
З 2009 — начальник відділу інформації та зовнішніх зв'язків в Українському католицькому університеті. З 2011 року викладач магістерської програми з журналістики УКУ.
Колумніст в українській та польській пресі.
Голова Українсько-польського клубу «Без упереджень».

## Твори
- О. Кривенко; В. Павлів. Енциклопедія нашого українознавства. А-І. 1997
- О. Кривенко; В. Павлів. Енциклопедія нашого українознавства. К-П. 1997
- О. Кривенко; В. Павлів. Енциклопедія нашого українознавства. Р-Я.1997
- Синдром програної війни. 12 есе про Олександра Кривенка. — Лілея-НВ: Івано-Франківськ, 2004
- Чому поляки не люблять українців? — ВНТЛ-Класика: Львів, 2004
- У пошуках Halyčyny[3]